# Dagmar Češka
Dagmar Češka ali Dagmar Danska, rojena kot  Markéta Přemyslovna (češko Markéta, dansko Dronning Dagmar) je bila češka princesa, hčerka kralja Přemysla Otokarja I. in njegove prve žene Adelajde Meissenske (češko Adléta Míšeňska), ki je po poroki z danskim kraljem Valdemarjem II. leta 1205 postala danska kraljica žena, * 1186, † 24. maj 1213, Ribe, južna Danska.

## Snubljenje
Markéta je imela brata Vratislava in sestri Božislavo in Hedviko. Doživela je izvolitev očeta Přemysla Otokarja I.  za češkega kneza, ko je oče izgnal njeno mater, pa se je zatekla k njej v Meissen. Leta 1204 so na meissenski dvor, kjer je odraščala, prišli odposlanci danskega kralja Valdemarja II. s prošnjo za roko domnevno ljubke Markéte. Leta 1205 se je njena mati lahko vrnila v Prago, ker je poroka princese Markéte Přemyslu zagotovila zavezništvo z danskim kraljem.
Stara danska pesem takole opisuje dvorjenje:
O slavni kralj Češke, bodi pozdravljen, kralj Valdemar me je poslal po tvojo ljubko hčerko. "Vzemite vodo in brisače, usedite se za mizo, gospodje, poznamo vaše sporočilo, bodite dobrodošli pri nas." Prinesli so plašč in zlato kocko, gospod Strange pa se je igral z deklico in sproščeno govoril.
Kralj je šel iz dvorane, da bi se posvetoval s kraljico: "Glej, gospodje z Danskega so tukaj, hočejo mojo hčer. Če se želi Valdemar, danski kralj, poročiti z našo hčerko, naj jo ta slavni mož dobi s čudovito doto." Odpeljali so jo v veliko dvorano, okrašeno z zlatom, gospod Strange, mlad dvorjan, vstane pred dekle. Prinesli so krono iz rdečega zlata in gospod Strange je dobil lepo dekle za svojega kralja. Oblečeno v modro svileno obleko so jo pripeljali ven, da so lahko vsi videli plemenito dekle ...

## Danska kraljica
Poroka z Valdemarjem je bila v Lübecku leta 1205. Markéta se je takrat preimenovala v Dagmar. Pravijo, da je bil Valdemar svoji ženi pogosto nezvest, po kasnejših legendah pa je Markéta s svojo lepoto in prijaznostjo hitro osvojila podložnike. Še vedno je ena najbolj spominjanih danskih kraljic. Leta 1209 je rodila  sina Valdemarja. Na porodu drugega sina leta 1212 ali 1213 je umrla.
Stara ljudska balada pravi, da je Dagmar na smrtni postelji prosila Valdemarja, naj se po njeni smrti poroči s Kirsten, hčerko Karla von Riesa, in ne s "prelepo rožo" Berengarijo iz Portugalske (dansko Bengerd). To pomeni, da je slutila boj za prestol med Berengarijinimi sinovi, ki so Dansko pripeljali v težave. Po Dagmarini smrti se je Valdemar leta 1214 poročil z  omenjeno Berengarijo Portugalsko. Kraljica Dagmar je pokopana v cerkvi opatije Ringsted ob Valdemarju II. Na njegovi drugi strani  je pokopana kraljica Berengarija.
Valdemar II. je leta 1218 svojega najstarejšega sina Valdemarja Mlajšega imenoval za svojega sovladarja. Mladi sovladar je bil leta 1231 na lovu smrtno ranjen.